# Vykintas Slivka
Vykintas Slivka (* 29. dubna 1995, Panevėžys, Litva) je litevský fotbalový záložník a reprezentant, hráč italského klubu Juventus FC od srpna 2015 na hostování v nizozemském klubu FC Den Bosch (platné k listopadu 2016).

## Klubová kariéra
- FK Ekranas (mládež)
- Juventus FC (mládež)
- Juventus FC 2014–
- →  Modena FC (hostování) 2014
- →  ND Gorica (hostování) 2015
- →  FC Den Bosch (hostování) 2015–2017
- Sagan Tosu 2024–

## Reprezentační kariéra
Vykintas Slivka nastupoval za litevské mládežnické reprezentace U17, U19 a U21.
V A-mužstvu Litvy debutoval 5. 6. 2015 v přátelském utkání v Debrecenu proti reprezentaci Maďarska (prohra 0:4).